# Berührungslos wirkende Schutzeinrichtung
Unter einer berührungslos wirkenden Schutzeinrichtung (BWS) versteht man eine Schutzeinrichtung, die das Eindringen eines Körperteiles in ein Schutzfeld mit Hilfe von Sensoren erkennt, die ohne unmittelbaren mechanischen Kontakt wirken.
Sie kann auf verschiedenen physikalischen Prinzipien basieren:
- optisch (Lichtvorhang, Laserscanning, Infrarotbewegungsmelder, Digitalkameras zusammen mit  Mustererkennung oder Bildvergleich)
- akustisch (über Ultraschall)
- induktiv (Induktiver Näherungsschalter, nur für elektrisch leitfähige Objekte)
- kapazitiv (kapazitiver Abstandssensor, nur für Abstände, die klein gegenüber dem Sensordurchmesser sind)
- Radargestützt

Schutzeinrichtungen, die nicht das Erkennen eines Körperteiles bezwecken, werden im Sprachgebrauch nicht als BWS bezeichnet (z. B. berührungslose Sicherheitsschalter, Sensoren zum Erkennen von Strahlungen und Feldern).
Berührungslos wirkende Schutzeinrichtungen umfassen die folgende Elemente:
- eine Sensorfunktion
- eine Steuerungs-/Überwachungsfunktion in einem Auswertegerät wie z. B. Sicherheitssteuerung, Sicherheitsmodul, Sicherheits-Schaltgerät oder Auswerteeinheit
- Ausgangsschaltelemente OSSD (Output Switching Signal Device), die in den AUS-Zustand übergehen, wenn die Steuerungs- oder Überwachungsfunktion anspricht.

Allgemeine Anforderungen und Prüfungen von BWS werden in der IEC 61496 Teil 1 bis Teil 5 beschrieben.
Typ, Sicherheits-Integritäts-Level (SIL) und Performance Level (PL) sind Klassifizierungen von sicherheitsrelevanten Bauteilen: Die Produktnormenreihe IEC 61496 definiert zur Klassifikation der möglichen Risikominderung die BWS-Typen 1, 2, 3 und 4. Die Steuerungsnorm ISO 13849 nennt fünf PL (a-e), in der Reihe IEC 61508 bzw. IEC 62061 gibt es drei SIL (1–3). Die Norm stellt in zwei Tabellen einen eindeutigen Zusammenhang zwischen dem Typ einer BWS und einem SIL/PL dar.
Die Bestimmung der erforderlichen Sicherheitsabstände der BWS zu den gefahrbringenden Bewegungen, vor denen sie schützt, erfolgt nach der Norm ISO 13855 (früher EN 999).

## Vorschriften
- IEC 61496-1 Sicherheit von Maschinen - Berührungslos wirkende Schutzeinrichtungen - Teil 1: Allgemeine Anforderungen und Prüfungen
- IEC 61496-2 Sicherheit von Maschinen - Berührungslos wirkende Schutzeinrichtungen - Teil 2: Besondere Anforderungen an Einrichtungen, die aktive optoelektronische Schutzeinrichtungen (AOPD) verwenden
- IEC 61496-3 Sicherheit von Maschinen - Berührungslos wirkende Schutzeinrichtungen Teil 3: Besondere Anforderungen an aktive optoelektronische diffuse Reflexion nutzende Schutzeinrichtungen (AOPDDR)
- IEC TS 61496-4-2 Sicherheit von Maschinen - Berührungslos wirkende Schutzeinrichtungen Teil 4-2: Besondere Anforderungen an Einrichtungen, die bildverarbeitende Schutzeinrichtungen (VBPD) verwenden - Zusätzliche Anforderungen bei Verwendung von Referenzmusterverfahren (VBPDPP)
- IEC TS 61496-4-3 Sicherheit von Maschinen - Berührungslos wirkende Schutzeinrichtungen Teil 4-3: Besondere Anforderungen an Einrichtungen, die bildverarbeitende Schutzeinrichtungen (VBPD) verwenden - Zusätzliche Anforderungen bei Verwendung von stereoskopischen Betrachtungsverfahren (VBPDST)
- IEC TS 61496-5 Sicherheit von Maschinen - Berührungslos wirkende Schutzeinrichtungen - Teil 5: Besondere Anforderungen an radargestützte Schutzeinrichtungen
- IEC 62061 Sicherheit von Maschinen - Funktionale Sicherheit sicherheitsbezogener elektrischer, elektronischer und programmierbarer elektronischer Steuerungssysteme
- ISO 13849 Sicherheit von Maschinen - Sicherheitsbezogene Teile von Steuerungen - Teil 1: Allgemeine Gestaltungsleitsätze
- ISO 13855 Sicherheit von Maschinen - Anordnung von Schutzeinrichtungen im Hinblick auf Annäherungsgeschwindigkeiten von Körperteilen